# ريتشل أدلر
ريتشل أدلر (بالإنجليزية: Rachel Adler)‏ هي حاخامة أمريكية، ولدت في 2 يوليو 1943.